# I'm Not Lisa
«I'm Not Lisa» es una canción interpretada por la cantautora estadounidense Jessi Colter. Fue publicada el 6 de enero de 1975 como el sencillo principal de su álbum I'm Jessi Colter.

## Recepción de la crítica
Un escritor no especificado de Billboard consideró «I'm Not Lisa» como “una excelente balada que debería llegar a [las listas] pop y al country con la voz fuerte y expresiva de [Colter] combinando perfectamente con una excelente producción”.

## Rendimiento comercial
En Estados Unidos, «I'm Not Lisa» debutó en la posición número 69 de la lista Country Top 75 de la revista Cash Box durante la semana que terminó el 15 de marzo de 1975, donde se desempeñó como el cuarto debut más alto de la edición. Después de escalar de manera constante la lista durante doce semanas consecutivas, encabezó la lista el 31 de mayo, donde desplazó la canción de B. J. Thomas, «(Hey Won't You Play) Another Somebody Done Somebody Wrong Song», del puesto más alto. «I'm Not Lisa» salió de la lista el 12 de julio en la posición número 91; en total, pasó dieciocho semanas consecutivas entre los rankings de la lista. En la lista de sencillos de todos los géneros, «I'm Not Lisa» alcanzó el número 5 el 28 de junio.

## Lista de canciones
Todas las canciones escritas y compuestas por Jessi Colter.
1. «I'm Not Lisa» – 3:19
2. «For the First Time» – 2:38

## Posicionamiento

### Gráfica semanal
| Gráfica (1975)                                 | Pico de posición |
| ---------------------------------------------- | ---------------- |
| Australia (Kent Music Report)                  | 31               |
| Austria (Ö3 Austria)                           | 17               |
| Estados Unidos (Billboard Hot 100)             | 4                |
| Estados Unidos (Billboard Hot Country Singles) | 1                |
| Estados Unidos (Cash Box Top 100 Singles)      | 5                |
| Estados Unidos (Cash Box Country Top 75)       | 1                |
| Nueva Zelanda (Recorded Music NZ)              | 17               |
| Sudáfrica (Springbok Radio)                    | 6                |

### Gráfica de fin de año
| Gráfica (1975)                                 | Pico de posición |
| ---------------------------------------------- | ---------------- |
| Canadá (RPM Top Singles)                       | 39               |
| Estados Unidos (Billboard Hot 100)             | 41               |
| Estados Unidos (Billboard Hot Country Singles) | 16               |